# Beloved (roman)

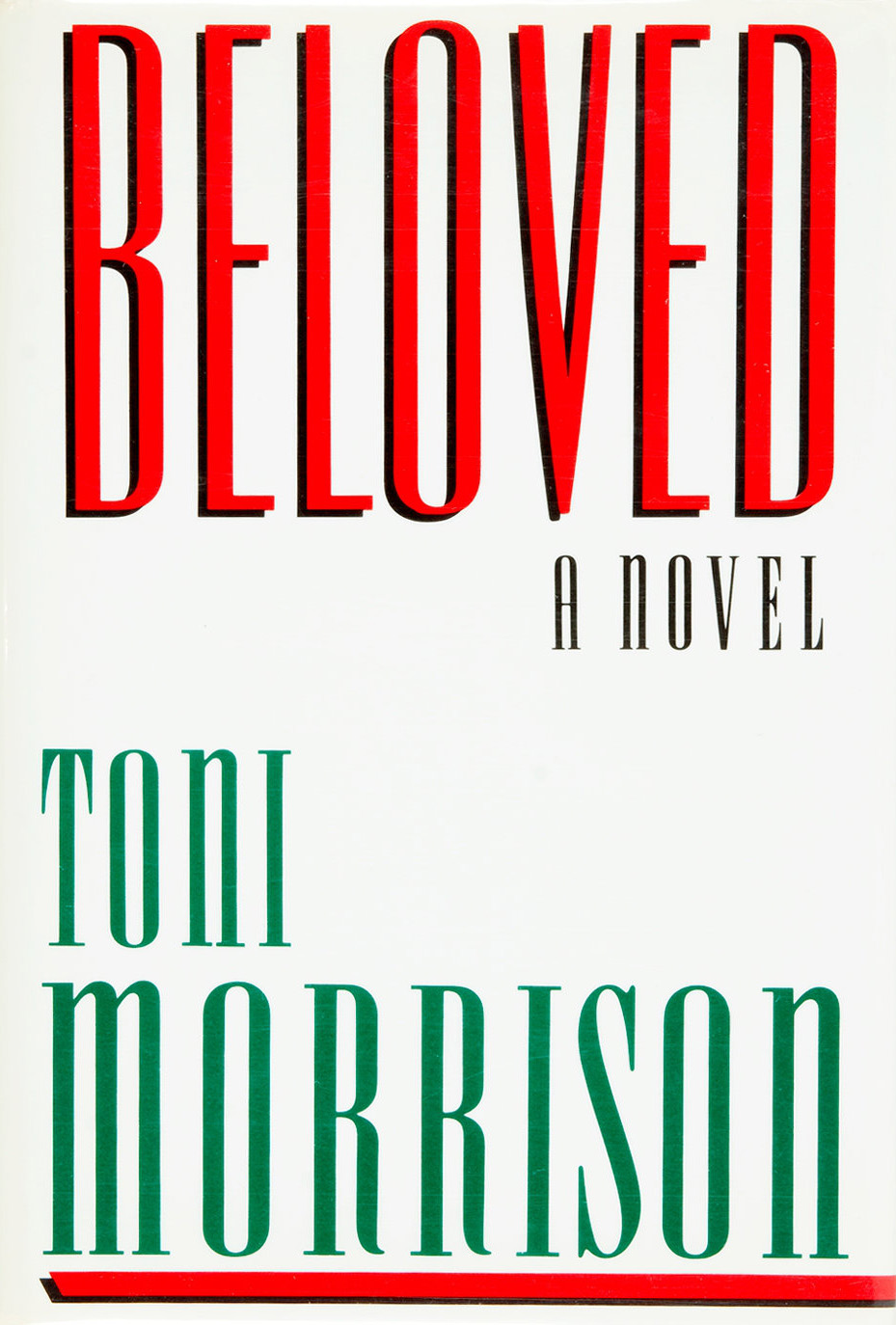
Beloved (1987, eerste editie)

Beloved  is een roman uit 1987 van de Amerikaanse schrijfster Toni Morrison die zich afspeelt na de Amerikaanse Burgeroorlog (1861-1865). Hij is geïnspireerd op het verhaal van een Afrikaans-Amerikaanse slaaf, Margaret Garner, die tijdelijk aan slavernij ontsnapte door in 1856 in Kentucky te vluchten naar de vrije staat Ohio.
Met deze roman won Morrison in 1988 de Pulitzerprijs voor Fictie. In 1998 kwam er een verfilming met dezelfde naam, waarin Oprah Winfrey de hoofdrol speelde. In 2006 werd het in een door de New York Times gepubliceerde enquête van schrijvers en literaire critici gerangschikt als het beste Amerikaanse fictiewerk van de afgelopen 25 jaar. 